# Currillo
Currillo is een gemeente in het Colombiaanse departement Caquetá. De gemeente telt 7334 inwoners (2005). De gemeente produceert veel landbouwproducten; bananen, maïs, suikerriet, rijst en vruchten als guayaba, sinaasappel, guama, guanábana, kokosnoten, citroenen, chontaduro en piñuela.
Albania · Belén de los Andaquies · Cartagena del Chairá · Currillo · El Doncello · El Paujil · Florencia · La Montañita · Puerto Milán · Morelia · Puerto Rico · San José del Fragua · San Vicente del Caguán · Solano · Solita · Valparaíso